# ISelect
iSelect (ou iSelectBowie) é uma compilação do músico britânico David Bowie. Foi lançada originalmente como um CD bônus junto à edição do jornal britânico The Mail on Sunday de 29 de junho de 2008. As faixas do disco foram escolhidas pelo próprio Bowie. O principal destaque do disco foi, segundo Nicholas Pegg, o novo remix de "Time Will Crawl".